# Franz Götz (Archivar)
Franz Götz (* 20. August 1929 in Freiburg im Breisgau; † 29. Juli 2020 in Singen) war ein deutscher Historiker und Archivar.
Von 1956 bis 1958 verzeichnete er das Douglas’sche Archiv im Schloss Langenstein. Von 1959 bis 1992 war er der Archivar des Landkreises Konstanz.

## Schriften (Auswahl)
- Untersee und Hochrhein zwischen Konstanz und Schaffhausen. Geschichte, Sehenswürdigkeiten, kulturelle Einrichtungen, Wirtschaft und Verkehr, Heilung, Erholung, Sport, Unterkünfte und Restaurants, Vorschläge für Wanderungen, Spaziergänge und Ausflüge. Singen 1971, OCLC 720196215.
- Amtsbezirke und Kreise im badischen Bodenseegebiet. Ihre Entwicklung seit 1803 und ihre wichtigsten Organe. Chronologische Übersichten und Personalien. Singen 1971, OCLC 74202267.
- Führer durch das Fasnachtsmuseum im Schloss Langenstein. Langenstein 1977, OCLC 603250561.
- Kirche in Singen. Singen 1987, ISBN 3-921413-70-2.